# Малко скално врабче
Малко скално врабче (Gymnoris dentata) е вид птица от семейство Врабчови (Passeridae).

## Разпространение
Видът е разпространен в Бенин, Буркина Фасо, Гамбия, Гана, Гвинея, Гвинея-Бисау, Еритрея, Етиопия, Йемен, Камерун, Кот д'Ивоар, Мали, Мавритания, Нигер, Нигерия, Сенегал, Сиера Леоне, Судан, Того, Уганда, Централноафриканската република, Чад и Южен Судан.